# Joy Coghill
Joy Dorothy Coghill-Thorne, CM (Saskatchewan, 13 de mayo de 1926-Vancouver, 20 de enero de 2017) fue una actriz, directora y escritora canadiense. Su obituario en The Vancouver Sun la describió como "una carrera de siete décadas en la cima del mundo del teatro de Vancouver".

## Temprana edad y educación
Coghill nació en Findlater, Saskatchewan el 13 de mayo de 1926, hija de JG Coghill y Dorothy Pollard Coghill. Su padre era un ministro presbiteriano. Fue educada en la escuela secundaria King's Park y la escuela secundaria Queen's Park en Glasgow. Después de regresar a Canadá, asistió a la escuela secundaria Kitsilano y comenzó a actuar en producciones teatrales escolares. Obtuvo una licenciatura en artes de la Universidad de Columbia Británica en 1949 y una maestría en Bellas Artes del Instituto de Arte de Chicago en 1951.

## Carrera
Coghill y Myra Benson fundaron el primer teatro infantil itinerante profesional de Canadá, Holiday Theatre, en 1953. De 1967 a 1969, Coghill fue el director artístico del Vancouver Playhouse. Fue la primera mujer en ocupar ese cargo. En 1994, Coghill fundó Western Gold, una compañía de teatro para actores profesionales de alto nivel en Vancouver. También se desempeñó como directora de la sección de teatro inglés de la Escuela Nacional de Teatro en 1960. Obtuvo títulos honoríficos de la Universidad Simon Fraser y la Universidad de Columbia Británica.
Su obra más conocida es Song of This Place, una obra de teatro sobre la artista canadiense Emily Carr. Además de escribir, Coghill ha aparecido como invitada en Da Vinci's Inquest como Portia Da Vinci y como el anfitrión humano moribundo Saroosh/Selmak en el episodio de Stargate SG-1 "The Tok'ra, Parte 1 y 2".
Coghill recibió cuatro premios Jessie Richardson Theatre por sus logros teatrales en Vancouver: Premio Vancouver Professional Theatre Alliance (1988-1989), Premio de reconocimiento de la comunidad (1989-1990), actuación destacada de una actriz en una Papel principal (1990-1991), y Mandato único y contribución a la comunidad teatral (1998-1999).
Otros premios incluyen el Premio de Artes Escénicas del Gobernador General por su trayectoria artística, el Premio Humanitario Gemini, el premio de actuación del Dominion Drama Festival y un premio de teatro canadiense. El 25 de octubre de 1990, fue nombrada miembro de la Orden de Canadá y citada como "una defensora del talento y la calidad canadienses y como" una inspiración continua para sus colegas en el teatro en todo el país".

## Vida personal
Coghill se casó con John Thorne, un productor de la Canadian Broadcasting Corporation. El 20 de enero de 2017, Coghill murió de insuficiencia cardíaca masiva en el Hospital St. Paul de Vancouver. Tenía 90 años. Le sobrevivieron tres hijos y dos nietos.

## Obras de teatro
- Canción de este lugar

## Filmografía

### Película
| Año  | Título                              | Rol                 | Notas |
| ---- | ----------------------------------- | ------------------- | ----- |
| 1975 | Shivers (Escalofrios)               | Mona Wheatley       | [ 4 ] |
| 1978 | Jacob Two-Two Meets the Hooded Fang | Señora Fowl         |       |
| 1984 | Change of Heart (Cambio de Corazón) | Edna                |       |
| 1987 | Blue Monkey (Mono Azul)             | Dede Wilkens        |       |
| 1994 | Andre                               | Betsy               |       |
| 1998 | The Sleep Room                      | Sra. Olson          |       |
| 1999 | Double Jeopardy (Doble Peligro)     | Vecina en el jardin |       |
| 2000 | A Day in a Life                     | Dorthy              |       |